# Venera 7

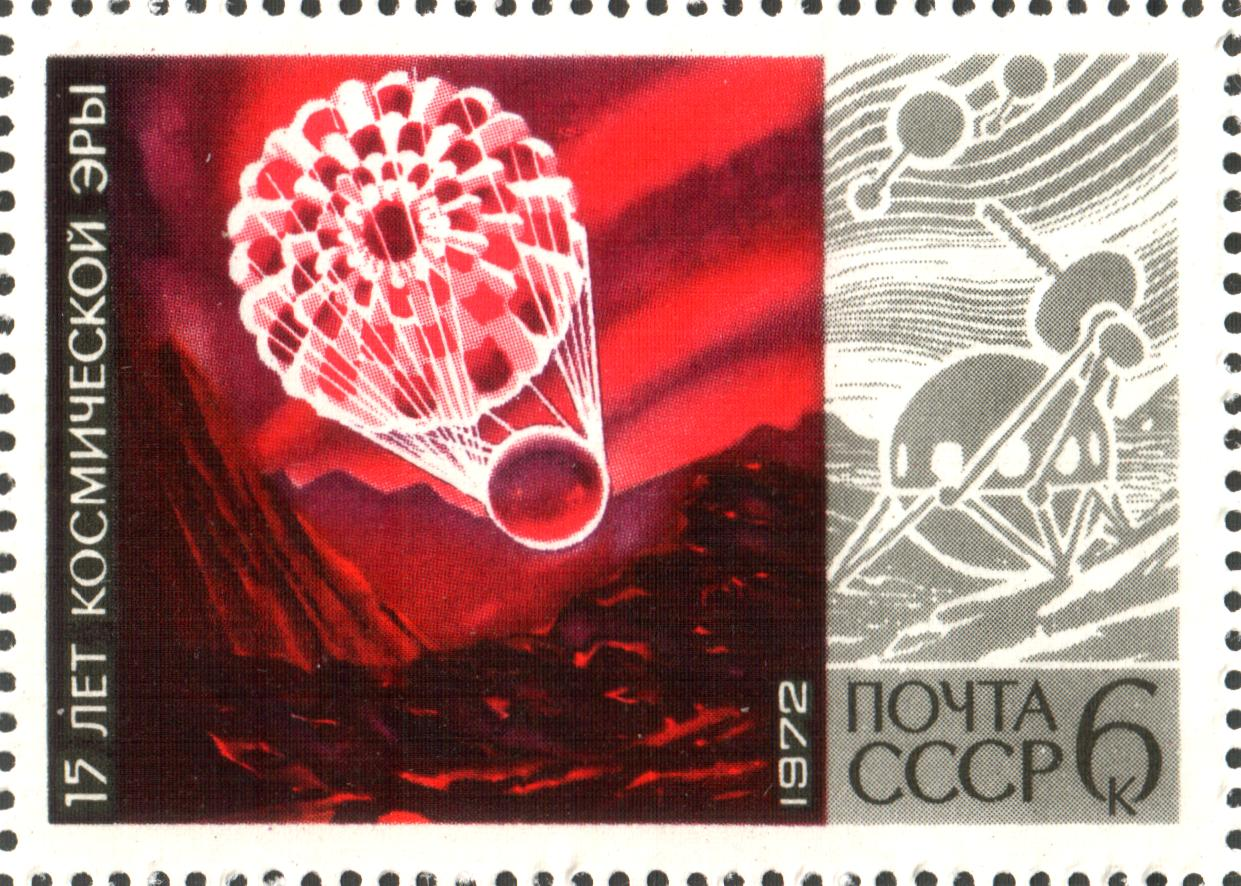
Venera 7

Venera 7 (tiếng Nga: Венера-7, có nghĩa là Sao Kim 7) là một tàu vũ trụ của Liên Xô, một phần của loạt tàu vũ trụ thăm dò Venera đến sao Kim. Khi nó hạ cánh trên bề mặt sao Kim, nó trở thành phi thuyền đầu tiên hạ cánh trên một hành tinh khác và đầu tiên truyền dữ liệu từ đó trở lại Trái Đất.

## Phóng lên
Thăm dò được phóng từ Trái Đất vào ngày 17 tháng 8 năm 1970, lúc 05:38 UTC. Nó bao gồm một bus di chuyển liên hành tinh dựa trên hệ thống 3MV và một tàu hạ cánh. Trong chuyến bay đến Venus, hai lần chỉnh sửa hướng của tàu trên đường đi được thực hiện bằng cách sử dụng động cơ KDU-414 ngay trên bus.

## Đổ bộ
Venera 7 đi vào khí quyển sao Kim vào ngày 15 tháng 12 năm 1970. Tàu hạ cánh vẫn gắn liền với xe buýt liên hành tinh trong giai đoạn đầu tiên của lối vào khí quyển để cho phép bus làm mát khu vực hạ cánh xuống −8 °C càng lâu càng tốt. Tàu đổ bộ đã được đẩy ra một cách tự động khi khí quyển đã phá vỡ khóa xe buýt liên hành tinh với Trái Đất. Dù được mở ở độ cao 60 km và các thử nghiệm khí quyển bắt đầu với kết quả cho thấy khí quyển là 97% carbon dioxide. Dù đã bị hỏng trong thời gian hạ cánh, kết quả là việc hạ cánh đã nhanh hơn kế hoạch. Cuối cùng tàu hạ cánh đập mạnh vào bề mặt của sao Kim với tốc độ vào khoảng 16,5 m/s (37 mph) lúc 05:37:10 UTC. Các tọa độ của điểm hạ cánh là 5 ° S 351 ° E.